# 宮崎バイパス
宮崎バイパス（みやざきバイパス）は、鹿児島県南さつま市を通る国道270号のバイパス道路である。

## 概要
鹿児島県道20号鹿児島加世田線との交差による慢性的な朝夕の交通混雑の解消や休日の鹿児島県立吹上浜海浜公園から鹿児島市方面への交通渋滞の解消を目的とする道路である。鹿児島県道20号鹿児島加世田線との重複区間は4車線となり、それ以外は2車線。

### 路線データ
- 起点：鹿児島県南さつま市金峰町宮崎
- 終点：鹿児島県南さつま市金峰町尾下

## 歴史
- 1989年（平成元年）度より整備開始。
- 2003年（平成15年）までに宮崎地区側から2.7 km区間の整備を完了。
- 2009年（平成21年）度までに約3.1 kmを供用。
- 2021年（令和3年）3月23日 : 南さつま市金峰町中津野 - 尾下 (1.3 km) の開通により、全線開通[3]。

## 路線状況

### 道路施設

#### 橋梁
- 岸元橋
- 境川橋
- 尾下橋

## 地理

### 通過する自治体
- 南さつま市

### 交差する道路
- 国道270号現道・鹿児島県道297号阿多川辺線 - 阿多交差点
- 鹿児島県道20号鹿児島加世田線 - 新山交差点~中津野交差点（重複区間）
- 国道270号現道 - 尾下交差点

### 沿線
- 南さつま市立阿多小学校
- 南さつま市立田布施小学校
- きんぽう木花館